# 戸川敬一
戸川 敬一（とがわ けいいち、1909年1月2日 - 2002年4月9日）は、日本のドイツ文学者。専門はドイツ思想史。上智大学名誉教授。

## 生涯
愛知県豊橋市生まれ。東京市立市谷尋常小学校卒業。早稲田中学校卒業。1932年上智大学文学部ドイツ文学科卒業。1932-1936年ドイツのミュンヘン大学、ベルリン大学、およびスイスのフリブール大学に留学、哲学博士。
帰国後、1936年上智大学文学部講師、助教授、教授、文学部長、上智学園理事を務め、1979年定年、名誉教授。1979‐2000年中村学園監事。日独協会、OAG（ドイツ文化研究所）、アイヒェンドルフ協会などに所属した。

## 著書
- 『落穂集 ドイツ文学をめぐって』戸川教授還暦記念刊行会編 春秋社 1970
- 『夕映えに』南窓社 2003

### 共編著
- 『上智大生活』編 現代思潮社 1953
- 『ホイヴェルス神父のことば キリスト教と日本の一つの出会い』土居健郎共編著 弘文堂 1986
- 『マイスター独和辞典』人見宏,木村直司,佐々木直之輔,榎本久彦,石村喬,フランツ・アントン・マイヤー共編 大修館書店 1992
- 『ハンディマイスター独和辞典』共編 大修館書店 1997
- 『新マイスター独和辞典』榎本久彦,人見宏, 石村喬, 木村直司, Franz-Anton Neyer, 佐々木直之輔, 新倉真矢子, 島憲男,草本晶共編 大修館書店 2006

### 翻訳
- クレメンス・ブレンタン『先生と五人の息子』独逸童話文学選集 増進堂 1944
- アントン・レッバッハ『カトリック社会観』ルーベルト・エンデルレ書店 1947
- ハインリヒ・デュモリン『近代思想と基督教』小林珍雄共訳 エンデルレ書店 1947
- ハインリヒ・デュモリン『全き人間』エンデルレ書店 1948　のち現代教養文庫
- ハインリヒ・デュモリン『マルキシズムと実存主義の間 キリスト教的人間像』要書房 1949
- ヘルマン・ホイヴェルス『山上よりの御声 聖書を読みて』エンデルレ書店 1950
- エルリンハーゲン編『スルスム・コルダ 優れたカトリック者の祈祷集』エンデルレ書店 1950
- デュモリン『一粒の種子』中央公論社 1950
- ヘルマン・ホィヴェルス『時間の流れに』編 中央出版社 1953
- ハインリヒ・デュモリン『生きるよろこび』社会思想研究会出版部 現代教養文庫 1955
- ワルター・グロピウス『生活空間の創造』蔵田周忠共訳 彰国社 1958
- 『ペン 現代ドイツ作家集 小説・詩・エッセー』編訳 エンデルレ書店 1974

## 論文
- <戸川敬一